# Alexander Graf von Hachenburg
Alexander Graf von Hachenburg (geb. Graf zu Sayn-Wittgenstein; * 4. Juli 1847 in Paris; † 12. August 1940 in Wissen) war ein Autor sowie Ehrenbürger von Hachenburg. Er wurde nach dem Verzicht seines Bruders Friedrich der 4. Fürst zu Sayn-Wittgenstein-Sayn, trat aber selbst 1883 zu Gunsten seines Sohnes zurück.

## Herkunft
Seine Eltern waren Fürst Ludwig Adolf Friedrich zu Sayn-Wittgenstein-Sayn und dessen zweite Ehefrau Prinzessin Leonilla Iwanowna Barjatinskaja (Bariatinski) (* 9. Mai 1816; † 1. Februar 1918). Sein Vater war russischer Oberstleutnant und Flügeladjutant des Zaren und durch seine erste Ehe mit der russischen Prinzessin Radziwill zu erheblichem Vermögen gelangt.

## Leben

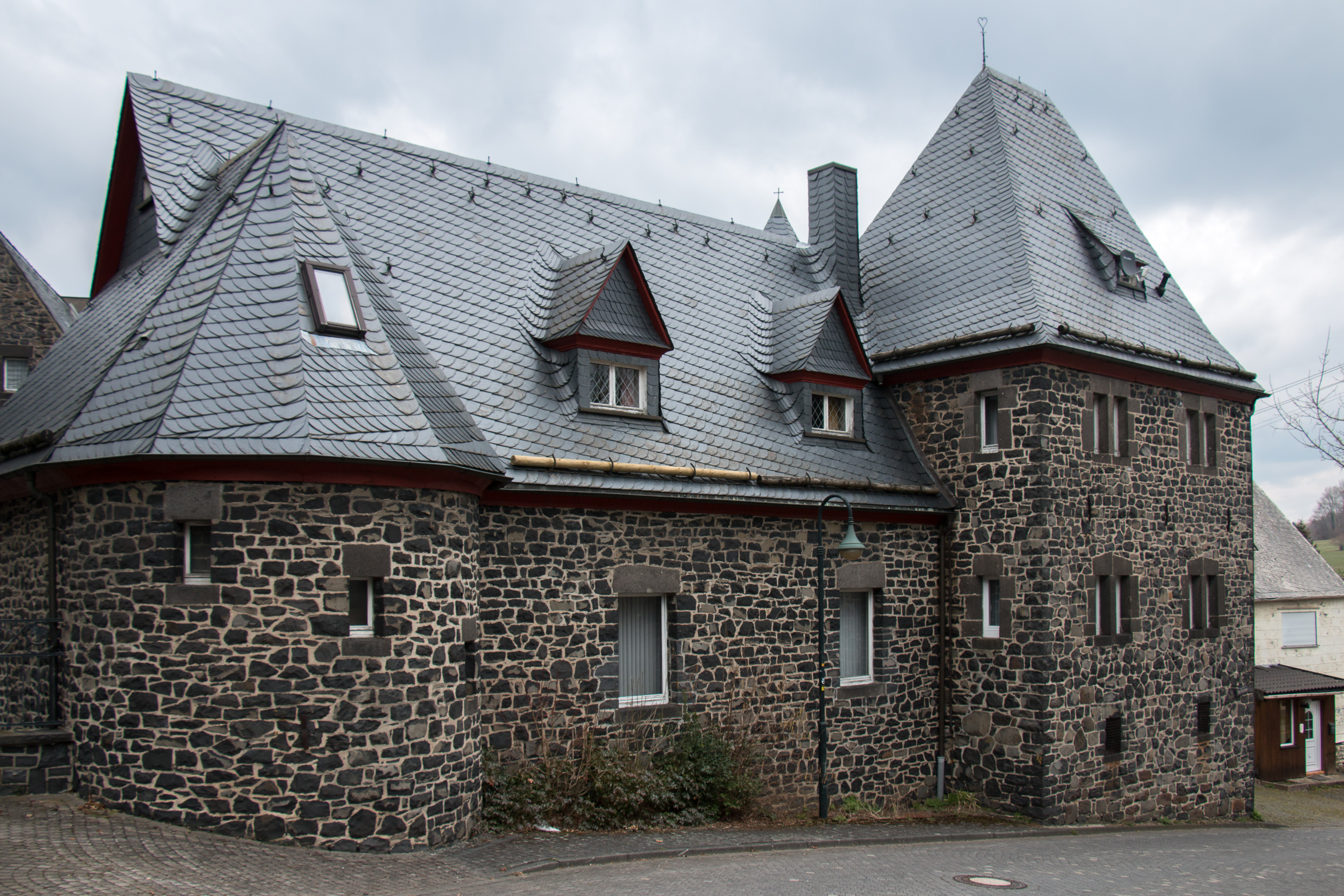
Schloss Friedewald

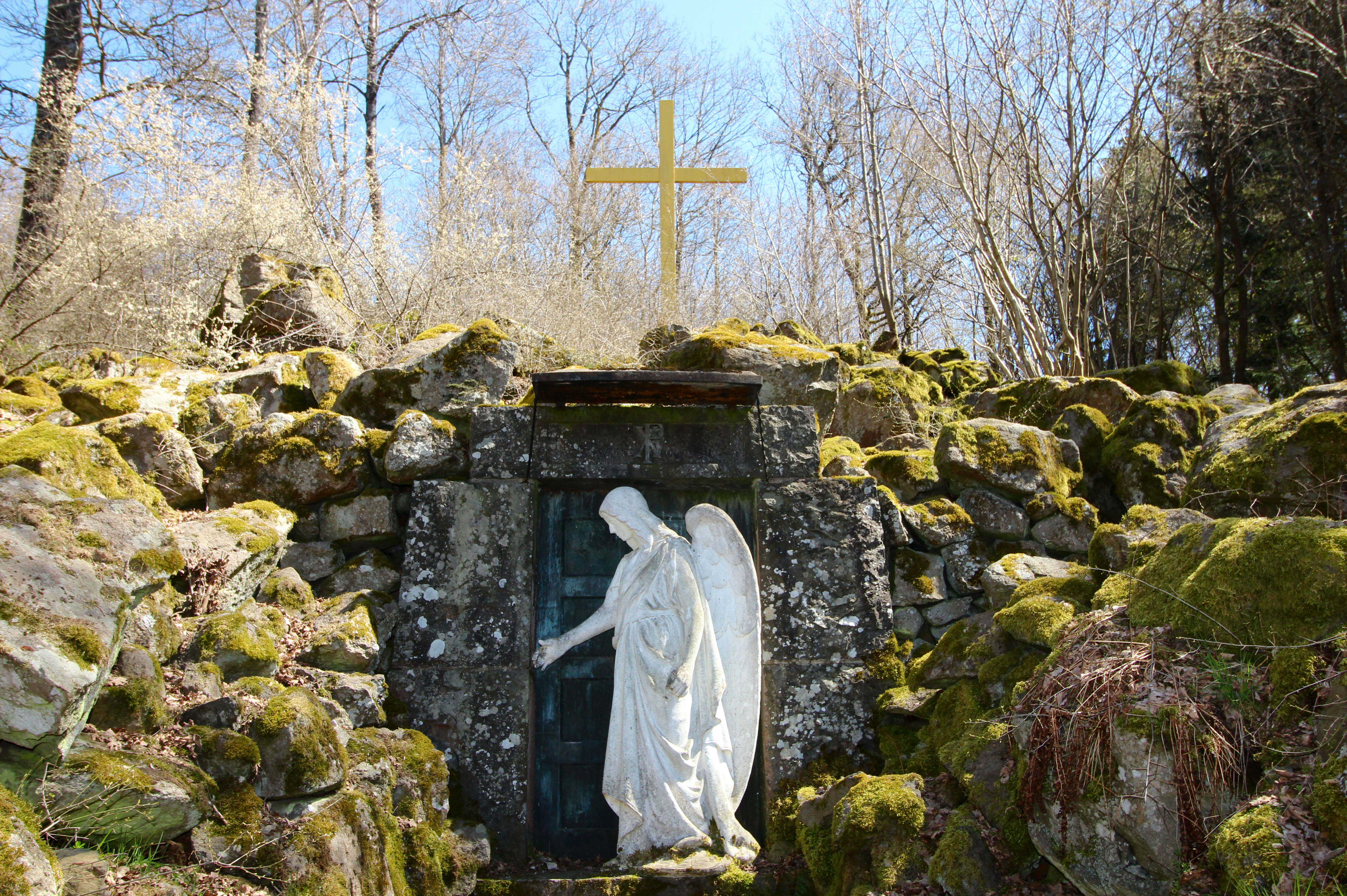
Die Grafengruft bei Friedewald

Mit achtzehn Jahren trat der junge Prinz als Freiwilliger beim 7. Königshusaren-Regiment in Bonn ein; ein Jahr später erhielt er sein Leutnantspatent und kämpfte im Deutsch-Österreichischen Krieg 1866. In Paris heiratete er 1870 die Comtesse Yvonne, die Tochter des Herzogs Pierre-Louis de Blacas d’Aulps, die 1881 starb und ihm vier Kinder hinterließ. Am 30. September 1879 übernahm er das von seinem Vater 1860 gegründete Fideikommiss Sayn mit dem Titel eines Fürsten Sayn-Wittgenstein-Sayn. Wegen seiner zweiten Ehe mit der nicht standesgemäßen Helene von Królikowska (gest. 1933) musste er 1883 das Fideikommiss Sayn, den damit verbundenen Titel eines Fürsten und den erblichen Herrenhaussitz an seinen ältesten Sohn Stanislaus abgeben und  nahm den Titel Graf von Hachenburg, Prinz zu Sayn und Wittgenstein, an. Das Paar lebte fortan in Hachenburg; der Ehe entstammen zwei Söhne.
Im Jahr 1895 zog Graf Alexander in das von ihm wiederaufgebaute Schloss Friedewald um; musste es jedoch 1912 aus finanziellen Gründen an Prinz Otto zu Sayn-Wittgenstein-Berleburg mit allem Inventar und einer insgesamt 1350 Nummern umfassenden Sammlung verkaufen. Als Kriegsfreiwilliger meldete sich der 67-Jährige im Dezember 1914 beim Aktiven Jäger-Bataillon Nr. 8 und war während des Ersten Weltkrieges in Belgien, Russland, Rumänien und in den Vogesen eingesetzt. Im Dezember 1918 ging er als Major ab und wohnte dann abwechselnd in Godesberg, Berleburg, Pfaffendorf, Bad Ems und ab 1937 wieder in Hachenburg. Schriftstellerisch beschäftigte er sich mit der saynischen Familiengeschichte und gab mehrere Bücher heraus, wie 1929 Die saynische Chronik, 1932 Aus Hachenburgs Blütezeit, 1934 das biographische Porträt Kaiserlich russischer Generalfeldmarschall Ludwig Adolf Peter Fürst zu Sayn-Wittgenstein, 1935 den Nekrolog des Sayn'schen Fürstenhauses. Sein letztes Werk war 1936 die Urkundensammlung über Graf Heinrich III. Mit 93 Jahren starb er in einem Krankenhaus in Wissen an einer Grippe bzw. Lungenentzündung; beigesetzt wurde er in der Abtei Marienstatt.
Wegen seiner unkonventionellen Lebensweise, die aus dem Rahmen jeder höfischer Etikette fiel, galt er als ein Original seiner Zeit und war in Hachenburg sehr beliebt. Sein Lebenswerk ist der Wiederaufbau des Friedewalder Schlosses, das er für fünf Taler von der preußischen Domänenverwaltung kaufte und persönlich die Bauarbeiten leitete. Dazu verlegte er zeitweise seinen Wohnsitz nach Daaden. 1895 war die Schlossanlage wiederhergestellt und gilt heute als ein Prunkstück deutscher Renaissancearchitektur.
Graf Alexander hat darüber hinaus viel für die Stadt Hachenburg getan. Er war Mitglied des Schützenvereins und 1892, 1894 und 1911 Hachenburger Schützenkönig. Er richtete 1888 das Heimatmuseum „Alexandrinum“ im Hachenburger Schloss ein, dessen Sammlungen er aber mit nach Friedewald nahm. 1936 bewirkte er jedoch die Einrichtung eines neuen Heimatmuseums in Schloss Hachenburg. Er betätigte sich ebenfalls als Denkmalbauer und initiierte bereits 1888 die Aufstellung des Kaiser Wilhelm-Denkmals auf dem Alten Markt in Hachenburg. Wenig später sorgte er auch für die Aufstellung einer Büste für Kaiser Friedrich, in dessen Sockel die Namen gefallener Krieger eingraviert wurden. Er bewirkte die Aufstellung des Sayn'schen Löwen mit dem Hachenburger Stadtwappen auf dem Brunnen auf dem Alten Markt, heute ein Wahrzeichen der Stadt Hachenburg. Am 14. Juli 1937 wurde Graf Alexander zum Ehrenbürger von Hachenburg ernannt.

## Familie
Er heiratete am  14. Juni 1870 in Paris Marie Auguste Yvonne de Blacas d’Aulps (* 2. Januar 1851; † 21. Oktober 1881). Das Paar hatte folgende Kinder:
- Luise (* 3. Oktober 1871; † 4. Juni 1882)
- August Stanislaus Peter Joseph  (* 23. September 1872; † 27. März 1958), 5. Fürst zu Sayn-Wittgenstein-Sayn

⚭ 1911 Gräfin Marie Gabriele von Schönborn-Wiesentheid (* 20. Januar 1872; † 9. Juli 1920)
⚭ 1922 Donna Elena Ruffo dei Principi della Scaletta (* 3. April 1883; † 10. Juni 1968)
- Friedrich Gottfried Maria (* 23. November 1875; † 23. März 1950) ⚭ 1914 Karoline Luise Schultheiss (* 7. Dezember 1870; † 3. Mai 1943)
- Ludwig Heinrich Gustav Alexander (* 4. Oktober 1880; † 22. September 1953) ⚭ 1914 Freiin Walburga von Friesen (* 31. Juli 1885; † 10. Mai 1969)

Nach dem Tod seiner ersten Frau heiratet er am 31. März 1883 morganatisch in London Helene Królikowska (* 17. Juli 1854; † 29. November 1931). Da die Heirat nicht standesgemäß war, erhielten die Kinder den Namen von Hachenburg. Das Paar hatte zwei Söhne:
- Johannes-Ludwig Maria Alexander von Hachenburg (* 31. Juli 1886) ⚭ 1927 Josefine Prior (* 4. Oktober 1896)
- Heinrich Eberhard Stanislaus Leon von Hachenburg (* 3. Mai 1888; † 3. September 1914), Gefallen bei Somme-Py

## Werke
- Saynsche Chronik, Bonn, Röhrscheid 1929.
- Aus Hachenburgs Blütezeit, Hachenburg, Ebner, 1931.